# 克拉斯諾斯塔夫 (博爾茲納區)
51°20′43″N 32°19′40″E / 51.34528°N 32.32778°E
克拉斯諾斯塔夫（烏克蘭語：Красностав），是烏克蘭北部的村莊，隸屬切爾尼希夫州的尼任區。該村面積0.001平方公里，海拔高度114米，2006年人口375，人口密度每平方公里375,000人。